# Клевцов, Сергей Александрович
Сергей Александрович Клевцов (род. 22 октября 1961 года, Барнаул) — советский легкоатлет и российский тренер по лёгкой атлетике, заслуженный тренер России (2013).

## Биография
Сергей Александрович Клевцов родился 22 октября 1961 года в Барнауле. В 1979 году начал заниматься легкой атлетикой в группе Юрия Петровича Захарова, который и повлиял на его дальнейшее решение перейти на тренерскую работу. Много лет является обладателем действующего рекорда Алтайского края по прыжкам в длину — 7 метров 86 см. Несмотря на то, что Клевцов выполнил норматив мастера спорта СССР (7,60 м), официально данного звания у него нет. Это связано с тем, что практически всю свою спортивную карьеру Сергей тренировался самостоятельно, и не подавал необходимые для присвоения звания документы.
В 1984 году окончил автотранспортный факультет Алтайского политехнического института. Преподаёт в СДЮШОР № 2 и УОР. Также Клевцов является главным тренером сборной Алтайского края по лёгкой атлетике.
Наиболее известным его воспитанником является Сергей Шубенков — чемпион мира 2015, двукратный чемпион Европы (2012, 2014), чемпион Европы в помещении 2015.
Шубенков так отзывается о своём тренере:
Я таких людей очень редко встречаю. Этот человек в высшей степени профессионал и своим делом увлечён до крайности. При этом он любит то, чем занимается, несмотря ни на что. Он человек однолюб в том плане, что нашёл своё дело и никуда уходить из него не собирается. И тут уже неважно - тяжело ли плохо ли, кризис у нас или расцвет, много платят или мало или не платят вообще. Он работает без выходных и отпусков. Сам слышал от него, что и на пенсию он не уйдёт, и так на стадионе и помрет. Он мне хороший друг. Мы много общаемся, о многом вместе задумываемся, во многих вещах наши взгляды совпадают. При этом мы остаёмся профессионалами по отношению друг к другу: дело у нас на первом месте!
Также в настоящее время в группе Клевцова занимаются 11 человек, пятеро из которых выступают за юниорскую и молодежную сборную России, среди них:
- Иван Бабич — бронзовый призёр чемпионата России по эстафетному бегу 2015,
- Виктория Погребняк — призёр молодёжного чемпионата России,
- Евгений Пронских — призёр молодёжного чемпионата России,
- Борис Рогов — призёр юниорского чемпионата России,
- Юлия Соколова — участник юношеского и юниорского чемпионатов мира[14][15].

Сергей женат на Надежде Клевцовой, которая, как и он, работает тренером по лёгкой атлетике.

## Награды и звания
- Почётное звание «Заслуженный тренер России» (2013)[16].
- «Отличник физической культуры и спорта».
- «Лучший тренер года» по версии ВФЛА (2014)[17].
- Знак «С благодарностью, Барнаул» (2015)[18].
- «Лучший тренер Алтайского края» (2013[19], 2015[20]).